# Kamienica przy ulicy Stefana Batorego 10 w Krakowie
Kamienica przy ulicy Stefana Batorego 10 – zabytkowa kamienica, znajdująca się w Krakowie, w dzielnicy I, na terenie dawnej jurydyki Garbary.
Kamienica została wzniesiona około 1880 roku według projektu architekta Tadeusza Stryjeńskiego. W 1885 roku budynek został rozbudowany. W 1924 roku odbyła się nadbudowa drugiego piętra kamienicy zgodnie z projektem Wiktora Miarczyńskiego.
Kamienica znajduje się na obszarze Piasku, którego układ urbanistyczny został wpisany 15 października 2015 do rejestru zabytków. Budynek znajduje się także w gminnej ewidencji zabytków.